# Stade Francisco Artés Carrasco
Le Stade Francisco Artés Carrasco (en espagnol : Estadio Francisco Artés Carrasco), également connu sous le nom de Stade municipal Francisco Artés Carrasco (en espagnol : Estadio Municipal Francisco Artés Carrasco), est un stade de football espagnol situé dans la ville de Lorca, dans la région de Murcie.
Le stade, doté de 8 120 places et inauguré en 2003, sert d'enceinte à domicile à l'équipe de football du Club de Fútbol Lorca Deportiva.

## Histoire
La première pierre du stade est posée le 2 octobre 2001. La construction du stade débute le 29 novembre 2001, alors dirigée par l'architecte Cristino Guerra de Construcciones Giner. Elle s'achève en 2003 après deux années de travaux pour un coût total de 3,5 millions €.
Le stade est inauguré le 5 mars 2003 lors d'une défaite 4-1 en amical des locaux du Lorca Deportiva contre le FC Barcelone.
Le stade sert de lieu de refuge et d'hôpital provisoire après le Séisme de 2011 à Lorca.

## Événements

### Matchs internationaux de football
| Date             | Compétition                | Équipes                          | Score | Affluence |
| ---------------- | -------------------------- | -------------------------------- | ----- | --------- |
| 14 octobre 2008  | Qualifs. Euro espoirs 2009 | Espagne espoirs — Suisse espoirs | 3-1   | —         |
| 22 décembre 2008 | Match amical               | Sélection de Murcie — Estonie    | 1-1   | —         |

## Galerie

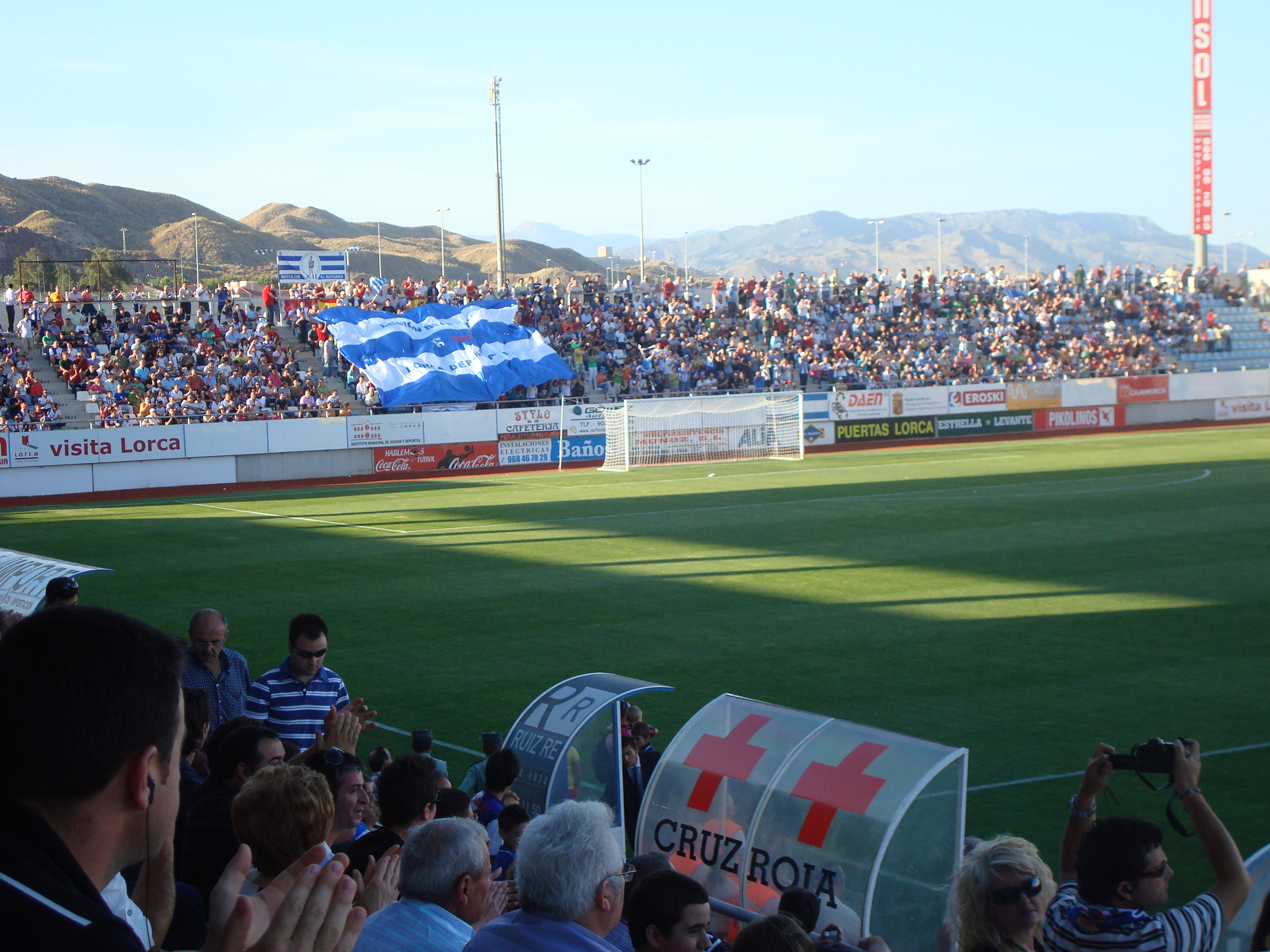
Match Lorca Deportiva - Villarreal B au stade en 2009
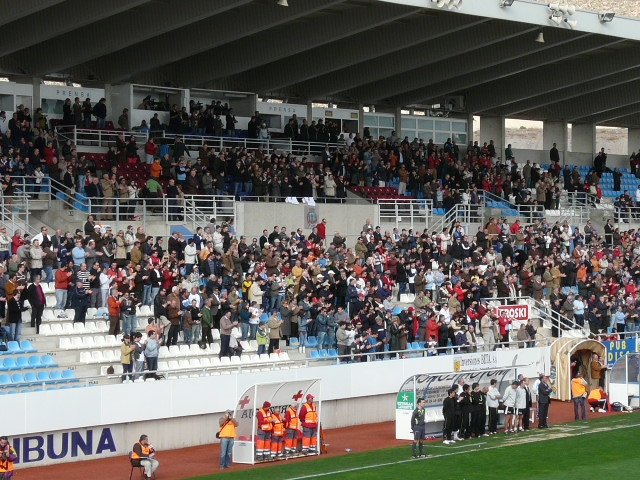
Tribune principale